# 怒之鐵拳II 死鬥的鎮魂歌
《怒之鐵拳II 死鬥的鎮魂歌》是一款由世嘉公司制作和发行的横向卷轴清版动作类游戏。游戏最初于1992年12月在北美地区Mega Drive上发行。 本游戏是怒之鐵拳系列第二作。
游戏加入了两个新的角色Max Thunder和Eddie "Skate" Hunter。游戏故事发生在前作1年之后。
游戏在发行时好评如潮。多数杂志给予游戏90%分以上的评分。在美国《GamePro》给予游戏5/5的评分。

## 玩家角色
Axel Stone(アクセル・ストーン)
力量★★，技巧★★★，速度★★，跳躍★，耐力★★
出眾招數：升龍拳（Grand Upper），連拳亂打（Dragon Smash）。其中升龍拳判定極強，出招快結束時有無敵（即不被任何人攻擊，下同）時間。連拳亂打總傷害可達74HP。總體上較適合新手使用。
Blaze Fielding(ブレイズ・フィールディング)
力量★★，技巧★★，速度★★，跳躍★★，耐力★★
出眾招數：飛翔雙斬（Vertical Slash），氣功掌（Kikousho）。由於是柔道高手，扔人和摔人威力較Axel大。使用一次小刀實際上刺對方三次。使用水管和武士刀的時候攻擊範圍最大，且有防空效果。在日版中空中攻擊時可能會露出內褲。
Max Hatchett（日版：マックス・サンダー、歐版/美版：Max Thunder）
力量★★★，技巧★★，速度★，跳躍★，耐力★★★
出眾招數：原子彈威力抱摔（Atomic Drop，傷害高達70HP，周邊敵人亦會受到70HP傷害），大叔衝撞（Thunder Tackle，對封堵的Barbon、Zamza效用持久，總傷害可觀），按頭暴打（Bear Punch，最高傷害80HP，是整個遊戲傷害最大的招數）。肌肉發達的摔角手，力量奇大無比，打人最狠。
Sammy Hunter（日版：サミー・ハンター、歐版/美版：Eddie "Skate" Hunter）
力量★，技巧★★，速度★★★，跳躍★★★，耐力★
出眾招數：滾球式飛躍衝撞（Dynamite headbutt），飛空毒龍鑽（Corckscrew Kick）。看起來比其他三個角色都弱，但是出眾的招數傷害值也不低。此外，他是這部作品里唯一能跑的角色，其敏捷的身手一定程度上也能配合獨有的投技彌補其力量較小的不足。

## 敵人角色
Galsia
穿着一身牛仔服，頭髮是紅色的。只會基本的出拳和小刀刺人。
Donovan
上身光着，戴着墨鏡的黑皮膚光頭。除了簡單的出拳以外還會上勾拳，會拿水管打人。
Signal
梳着雞冠頭的朋克。不正面攻擊角色，一般是突然轉身打人，或者是滑鏟、扔主角。
Jack
身上似乎有着無數把小刀的精神病患。愛拿着刀砍人或者是刺拳打人，一旦主角被打倒就會「呼呼呼呼哈哈哈」地大笑。
Electra
一隻手臂上「長着」電鞭但身材火辣愛唱歌的美女。會拿電鞭抽人、放電攻擊主角、跳起踢倒主角、倒地後需等她起身才可攻擊。重製版中為玩家可使用角色，並改名為Elle。
Biker
摩托車手，開的摩托會爆炸。打人速度較快，且會從主角背後抓住主角。會拿水管打人，且有時會撿起水管。第五關和第七關有的Biker只是扔手榴彈，不出來親自參與戰鬥。
Ninjas
日本武士，肌肉發達。會跳起踢倒主角、站在原地高踢腿踢倒主角、發氣功掌。
Ninjutsu
忍者。身手敏捷，難以對付。會用武士刀和苦無直接或者玩花招攻擊主角，也會下鏟、扔人、封堵（完全防禦受到的攻擊）。
Vehilits
第三關鬼屋裡的說不清是什麽的東西。只會「搖頭晃腦」。
Big Ben
戴著球帽徘徊在棒球場的胖子，尤其有針對女性的虐待行為的罪犯，享受打女人耳光的快感。威脅較大的招數是噴火和跳起壓人。未被觸動時會站定不動傻笑，主角被打倒時會「呵嘿嘿嘿」地傻笑。
Kickboxer
看起來是泰拳手，但其實只有腿上的功夫。雖然招式傷害在敵人里較大，但是總體威脅不大。
Barbon
第一關頭目。一開始以酒保形象出現，見到主角接近唱歌的Electra后不「英雄救美」反而逃跑。比較厲害的招數是扔人，有時也會封堵（被攻擊時不被擊倒也可以不受傷害，但是他的封堵容易被擊破）。
Jet
第二關頭目。身上帶着個似乎永遠也用不完的燃料包飛在天空中。最厲害的招數是抱摔主角，其次是斜下踢。向後扔他的時候他不會受到任何傷害。
Zamza
第三關、第六關頭目。長得和快打旋風裡的吉米·布蘭卡有些像。鋼爪揮擊是他的主要招數。雖然會封堵，但是他的封堵只保證自己不被擊倒而不保證自己不受任何傷害。
Abadede
第四關頭目。前職業摔角手。力大無比，招式傷害幾乎是整部遊戲裡最大的，跑動勾拳能打掉主角將近半管血，跳起撲壓、抱摔的傷害也比較高。但是在封閉區域內和多個敵人出現的時候威脅卻大大下降。
Bear
第五關頭目。拳擊手。雖然身材肥大，但是速度比較快，喜歡曲線行進，讓玩家不知從哪裡下手。抱住主角后的三連頭頂傷害接近半管血，是他最厲害的招數。
Robot
第七關頭目。蹦來蹦去，難以攻擊到。被主角抱住的時候可能會電擊主角以掙脫。此外自爆和被打倒沒血之後爆炸傷害相對較大，但也只有12HP~16HP。
Shiva
第八關出現，Mr.X的保鏢。招式高度接近主角。招牌技：天升腳（Final Crash）。被主角向後扔時不會受到任何傷害。
Mr.X
第八關出現，辛迪加特頭目。在沒有親自動手的時候，在日版中叼着一根雪茄，如果看到主角被打死就會大笑。Shiva死亡后親自動手的時候，依然拿著一杆湯普森衝鋒槍亂掃射，還會拿槍托砸主角，如果主角被擊倒就會大笑。單挑沒什麼難的，但是有眾多雜魚搗亂的時候也難對付。在保證不耗完時間的情況下，最好不要一次觸動過多敵人，以免應付不過來，損血過多。用Axel和Max的時候可以通過緩慢發出刺拳招數來慢慢耗死血量較多的敵人。